# اولین نبرد حمص
اولین نبرد حمص (انگلیسی: First Battle of Homs) نبردی بود در حمص، سوریه، در ۱۰ دسامبر ۱۲۶۰، که بین ایلخانان ایران و نیروهای مصر درگرفت.